# Today Is the Highway
| Recensione              | Giudizio |
| ----------------------- | -------- |
| AllMusic                | [ 3 ]    |
| Piero Scaruffi          | [ 4 ]    |
| Dizionario del Pop-Rock | [ 5 ]    |
| 24.000 dischi           | [ 6 ]    |

Today Is the Highway è il primo album del cantautore folk-rock statunitense Eric Andersen, pubblicato dalla Vanguard Records nel marzo del 1965.

## Il disco
L'album, prevalentemente acustico, è registrato dopo che il cantautore ha superato un provino effettuato dalla Vanguard in un locale del Greenwich Village, il "Gerdes Fol City".
I brani Dusty Box Car Wall e Come To My Bedside erano già stati pubblicati l'anno precedente in un album collettivo con Lisa Kindred, Phil Ochs e Bob Jones, New Folks Vol. 2 (Vanguard, VRS 9140).
Il brano Come to My Bedside viene tradotto da Tony Cucchiara con il titolo Vieni e pubblicato nel 1966 nell'album Tony & Nelly dell'omonimo duo; lo stesso brano venne anche inciso sul 45 giri Come To My Bedside My Darling/We Shall Overcome dal gruppo folk The Brothers Four.
Song to J.C.B. è dedicata al bluesman e armonicista John C. Burris.

## Edizioni
- Canada: 1965, Vanguard, VSD 79157[12]
- Regno Unito: 1965, Fontana Records, TFL 6061[13]
- Giappone: 1968, Vanguard, SR 165[14]

## Tracce
Brani composti da Eric Andersen, eccetto dove indicato

### LP
Lato A
1. Today Is the Highway – 2:22
2. Dusty Box Car Wall – 2:22
3. Time for My Returning – 3:19
4. Plains of Nebrasky-O – 3:29
5. Looking Glass – 5:05
6. Never Coming Home – 3:09

Lato B
1. Come to My Bedside – 3:56
2. Baby Please Don't Go – 3:22 (Tradizionale)
3. Everything Ain't Been Said – 4:39
4. Bay of Mexico – 3:09
5. Song to J.C.B. – 4:55
6. Bumblebee – 3:20

### CD
Edizione CD del 1990, pubblicato dalla Vanguard Records (KICP 2024)
Testi e musiche di Eric Andersen, eccetto dove indicato.
1. Today Is the Highway – 2:22
2. Dusty Box Car Wall – 2:22
3. Time for My Returning – 3:19
4. Plains of Nebrasky-O – 3:29
5. Looking Glass – 5:05
6. Never Coming Home – 3:09
7. Come to My Bedside – 3:56
8. Baby Please Don't Go – 3:22 (Tradizionale)
9. Everything Ain't Been Said – 4:39
10. Bay of Mexico – 3:09
11. Song to J.C.B. – 4:55
12. Bumblebee – 3:20
13. Boot of Blue – 2:32 – Traccia bonus
14. Rambler's Lament – 5:35 – Traccia bonus

## Musicisti
- Eric Andersen - chitarra, armonica, voce
- Debbie Green - seconda chitarra (brani: Today Is the Highway e Bumblebee)

Note aggiuntive
- Maynard Solomon – produttore
- David Gahr – foto copertina frontale album originale[15]
- Richard Knapp – foto[16]
- Jules Halfant – design copertina album originale
- Stacey Williams – note retrocopertina album originale